# Мы вернулись! История динозавра
«Мы вернулись! История динозавра» (англ. We’re Back! A Dinosaur’s Story) — американский полнометражный анимационный фильм 1993 года, снятый по мотивам одноимённой детской книги Хадсона Тэлботта на студии Стивена Спилберга Amblimation режиссёрами Филом Ниббелинком, Саймоном Уэллсом, Диком Зондагом и Ральфом Зондагом.

## Сюжет
Добрый профессор с говорящим именем Благовзгляд отправился во времена динозавров на своём чудесном дирижабле, способном перемещаться во времени. Поймав четырёх злобных динозавров, профессор накормил их специальным препаратом, превратившим монстров в говорящих весельчаков. После этого Благовзгляд дал динозаврам послушать своё Радио Желаний, в котором можно было услышать мечты детей, ради которых, собственно, учёный и отловил доисторических животных.
К сожалению, из-за временных неполадок в системе корабля все четыре гостя из прошлого были катапультированы прямо на голову мальчишке Луи, занимавшемуся сёрфингом. Он отнёсся к появлению «монстров» как к обычному явлению — впрочем, только он. Дабы не напугать горожан, пришельцы притворились роботами. И всё бы ничего, если бы их не разоблачила маленькая девочка, а Луи вместе со своей новой знакомой не оказался в плену у злобного братца Благовзгляда — инфернального Дурноглаза, устроившего цирк страшилищ… Он заставил ящеров принять таблетки безумия, которые вернули их к изначальному доисторическому облику, сказав, что если они их не примут, то дети навсегда останутся у него.

## Роли озвучивали
| Актёр           | Роль                     |
| --------------- | ------------------------ |
| Джон Гудмен     | тираннозавр Рекс         |
| Блэйз Бердаль   | Бастер                   |
| Реа Перлман     | мать Бастера             |
| Джей Лено       | Ворб                     |
| René LeVant     | трицератопс Вуг          |
| Фелисити Кендал | птеранодон Эльза         |
| Чарльз Флайшер  | паразауролоф Двиб        |
| Уолтер Кронкайт | капитан Благовзгляд      |
| Джои Ши         | Луи                      |
| Джулия Чайлд    | доктор Джульетта Блиб    |
| Кеннет Марс     | профессор Дурноглаз      |
| Ярдли Смит      | Сесилия Натнэтч          |
| Мартин Шорт     | клоун Стаббс (Кочерыжка) |
| Дж. Д. Дэниелс  | дополнительные голоса    |
| Ларри Кинг      | самого себя              |

## Саундтрек
Композитор: Джеймс Хорнер.
| №   | Название                                            | Исполнитель | Длительность |
| --- | --------------------------------------------------- | ----------- | ------------ |
| 1.  | «Main Title / Primeval Times»                       |             | 4:14         |
| 2.  | «Flying Forward In Time»                            |             | 5:48         |
| 3.  | «Welcome to New York»                               |             | 2:26         |
| 4.  | «First Wish, First Flight»                          |             | 3:48         |
| 5.  | «A Hint of Trouble / The ‘Contract’»                |             | 1:49         |
| 6.  | «Roll Back the Rock (to the Dawn of Time)»          | Джон Гудмен | 2:55         |
| 7.  | «Grand Slam Demons»                                 |             | 2:05         |
| 8.  | «Hot Persuit»                                       |             | 3:18         |
| 9.  | «Central Park»                                      |             | 1:21         |
| 10. | «Screweyes’ Circus / Opening Act»                   |             | 1:12         |
| 11. | «Circus»                                            |             | 2:29         |
| 12. | «Fright Radio / Rex’s Sacrifice»                    |             | 6:19         |
| 13. | «Grandparent Demon Parade»                          |             | 7:39         |
| 14. | «The Kids Wake Up / A New Day»                      |             | 2:57         |
| 15. | «The Transformation»                                |             | 5:30         |
| 16. | «Special Visitors to the Museum of Natural History» |             | 2:12         |
| 17. | «Roll Back the Rock (to the Dawn of Time)»          | Литл Ричард | 2:56         |

## Выход на экраны
Фильм вышел в США 24 ноября 1993 и собрал за пять недель проката 7 млн долларов.